# Paul Abler
Paul James Abler (* 3. April 1957 in Saginaw, Michigan; † 3. März 2017 in Livingston, New Jersey) war ein US-amerikanischer Jazzgitarrist und Filmkomponist.

## Leben und Wirken
Abler, der in Pontiac, Michigan aufwuchs, kam als Kind mit Jazz in Kontakt, als sein Großvater auf seinem Schlagzeug zu Plattenaufnahmen von Stan Getz, Dave Brubeck und Duke Ellington spielte. Beeinflusst durch Jimi Hendrix wendete er sich der Gitarre zu. 1982 zog er nach Los Angeles, wo er bei Joe Diorio, Carl Schroeder und Ron Eschete am Musicians Institute (Guitar Institute of Technology) studierte. 1988 zog er nach Boston, wo er bei Jerry Bergonzi Improvisationsunterricht nahm.
1990 zog er wieder nach Michigan, wo er in Detroit mit Marcus Belgrave, Harold McKinney, James Carter, David McMurray, Roy Brooks, Straight Ahead und Leonard King spielte. Seit 2003 in New York lebend, arbeitete er unter anderem mit Cindy Blackman, Allen Farnham, Joe Lee Wilson, Charles Davis, Cameron Brown, Guilherme Franco, Yusef Lateef, der Mingus Big Band, Ted Curson, David Ruffin und The Funk Brothers. Unter eigenem Namen legte er 2005 das Album In the Marketplace (equinoxMansion) vor, an dem Marion Hayden, Cindy Blackman, William Evans und Robert Pipho mitgewirkt hatten.
Abler schrieb über 150 Kompositionen, die teilweise Verwendung in Filmen und Fernsehserien wie Madam Secretary, Breaking Bad, 20/20, The Big Bang Theory und Mad Men fanden. Daneben arbeitete er mit eigenen Formationen, denen in wechselnden Besetzungen unter anderem Bobby Battle, Gerald Cleaver, Craig Taborn, Ugonna Okegwo, Helio Alves, Santi Debriano, Adriano Santos und Harvie S angehörten. Abler, der zuletzt in New Jersey lebte, war von 1991 bis 2013 an sechs Aufnahmesitzungen beteiligt.